# Hechenberg
Der Hechenberg ist ein Bergmassiv im Karwendel in Tirol. Es wird zur Nordkette gezählt, der es südwestlich vorgelagert ist und erreicht mit dem Kirchbergköpfl eine Höhe von 1943 m ü. A.

## Geografie
Der Hechenberg erstreckt sich von Zirl im Westen bis zum Innsbrucker Stadtteil Kranebitten im Osten. Nach Nordwesten wird der Hechenberg von der Ehnbachklamm von der Erlspitzgruppe, nach Nordosten und Osten durch die Kranebitter Klamm von nördlicher liegenden Teilen der Nordkette mit dem Großen Solstein abgegrenzt. Südlich stürzt der ansonsten großteils von Wald geprägte Hechenberg in steilen Felswänden zum Inntal ab.
Gipfelpunkte am Hechenberg sind von Westen nach Osten der Möslkopf (1168 m ü. A.), der Kleine Wandkopf (1346 m ü. A.), der Hochwandkopf (1579 m ü. A.) mit der Martinswand, das Finstertalegg (1468 m ü. A.), das Kirchbergköpfl mit 1943 m ü. A. ist die höchste Erhebung des Massivs und das Hechenbergl (1411 m ü. A.).

## Erschließung
Der Normalweg führt von der Neuen Magdeburger Hütte von Norden aus als leichter Wanderweg auf das Kirchbergköpfl. Von Kranebitten aus führt ein schwierigerer Steig über das Hechenbergl zum Gipfel. Weitere kleinere Steige erschließen den westlichen und südlichen (vor allem im Süden meist Zustiege zu Kletterrouten) Teil des Hechenbergs, der auch von der Mittenwaldbahn mit zahlreichen Tunnels und Galerien durchquert wird.
Der Hechenberg hat auch als Klettergebiet Bedeutung, zahlreiche Routen von namhaften Kletterern wie Matthias Auckenthaler und Reinhard Schiestl führen durch seine Südwand. Besonders die Martinswand unterhalb des Kleinen Wandkopfs ist eines der wichtigsten Klettergebiete Tirols.
1981 kam hier Franz Oppurg ums Leben, dem 1978 die erste Solo-Besteigung des Mount Everest gelungen war.